# Мария Клотильда Французская
Мария Аделаида Клотильда Ксавьера Французская (фр. Marie Adélaïde Clotilde Xavière de France; 23 сентября 1759, Версаль — 7 марта 1802, Неаполь) — французская принцесса из династии Бурбонов, с 1796 года — супруга сардинского короля Карла Эммануила IV.

## Биография

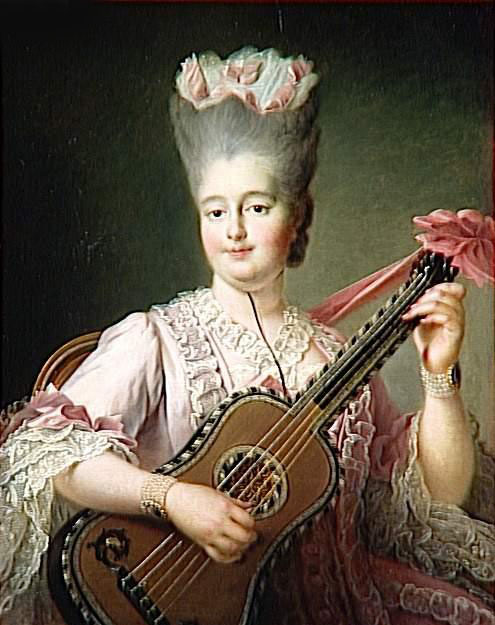
Портрет кисти Дрюэ

Мария Клотильда была дочерью дофина Луи Фердинанда де Бурбона и его второй супруги Марии Жозефы Саксонской, дочери короля Саксонии и Польши Августа III. Таким образом Мария Клотильда по отцовской линии была внучкой французского короля Людовика XV. Братьями её были три французских короля Людовик XVI, Людовик XVIII и Карл X, а сестрой — принцесса Мадам Елизавета, казнённая во время Великой французской революции.
Девочка рано осиротела, отец Марии скончался в 1765 году, мать — через 2 года. Сёстры Мария и Елизавета воспитывались графиней де Марсан. Рано проявилась религиозность принцессы. В связи с крупным телосложением девушка получила от одного из швейцарских гвардейцев двора прозвище Gros Madame, впоследствии широко распространившееся.
27 августа 1775 года незадолго до этого (в 1774 году) взошедший на престол Франции брат Марии, Людовик XVI, исходя из политических соображений обручает её с наследным принцем Сардинии и Пьемонта Карлом Эммануилом IV. После этого принцесса выехала в Турин, по дороге встретила своего жениха в Пон-де-Бьювуазене, а затем — короля Сардинии и его отца Виктора Амадея III во главе всего сардинского двора в Шамбери, где и была проведена свадебная церемония. Несмотря на то, что в этом браке супруги детей не имели, его тем не менее можно было назвать счастливым, так как отношения между Карлом и Марией в течение всех ими прожитых совместно лет были самыми сердечными. Во Францию Мария Клотильда более не вернулась.
Будучи уже королевой, Мария Клотильда вела очень сдержанный, религиозный и духовный образ жизни. Она избегала обычных развлечений королевского двора, много времени и средств посвящала благотворительности, была патроном некоторых религиозных союзов, находилась в доверительных отношениях с папой Римским. После казни во время Великой французской революции её брата, короля Людовика XVI и сестры Елизаветы Мария Клотильда приняла и укрыла при Туринском дворе эмигрировавшего из Франции своего младшего брата Карла (Карл X) и бежавших от революции тёток Марию Аделаиду де Бурбон и Марию Луизу Терезию Виктуар.
Поле смерти 16 октября 1796 года короля Виктора Амадея III Мария Клотильда становится королевой Сардинии и Пьемонта, герцогиней Савойи. Взойдя на престол, она продолжает покровительствовать церкви и искусствам, заниматься благотворительностью. После объявления Францией войны Сардинскому королевству 6 декабря 1798 года, Карл Эммануил был вынужден 9 декабря оставить Турин. Вместе с супругом Мария Клотильда бежала от французских войск в Тоскану, и 24 февраля 1799 года они отплыли из Ливорно на Сардинию. Прожив на острове 6 месяцев и узнав о победах над французами русских и австрийских войск, королевская чета возвратилась на материк в надежде на изгнание врага и из их королевства. Этим планам, однако, не дано было осуществиться, и Карл с Марией бежали от преследовавших их французских воинских команд, неоднократно меняя своё местопребывание — во Флоренцию, оттуда в Рим, из Рима — в Неаполь. При этом Мария Клотильда ухаживала за больным супругом, регулярно посещала церковные службы, помогала нуждавшимся. В то же время она соблюдала строгую диету, стараясь по возможности бороться со своей тучностью.
Смертью своей 42-летней супруги Карл Эммануил IV был столь опечален, что после этого события отказался от королевского титула, передав его своему младшему брату, Виктору Эммануилу I. В апреле 1808 года папа Пий VII начал процесс канонизации королевы Марии Клотильды, объявив её преподобной.

## Сочинения (письма)
- Lettres inédites de Marie-Antoinette et de Marie-Clotilde de France, Paris 1876.